# 짐 블린

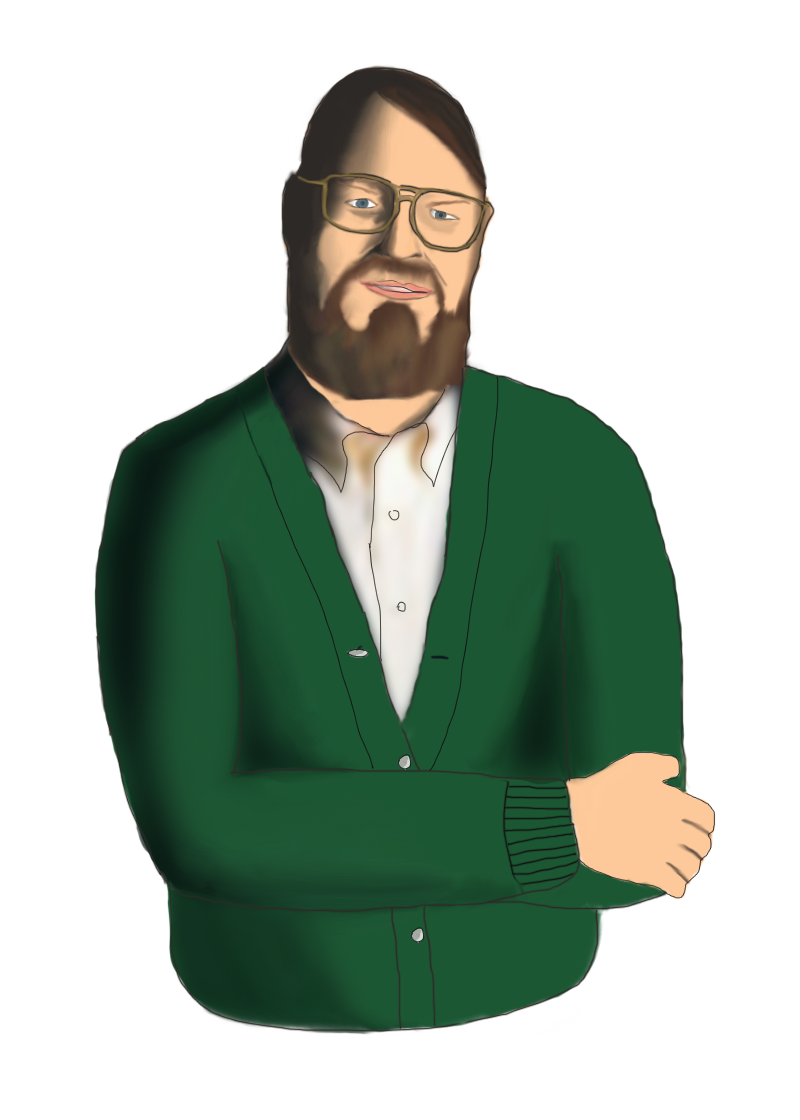
초상화

짐 블린(Jim Blinn, 본명: 제임스 F. 블린, James F. Blinn, 1949년 출생)은 NASA의 JPL(제트 추진 연구소)에서 컴퓨터 그래픽 전문가로서 특히 보이저 프로젝트의 사전 조우 애니메이션 작업으로 처음 널리 알려지게 된 미국의 컴퓨터 과학자이다. 1980년 칼 세이건 다큐멘터리 시리즈 코스모스 (1980년 텔레비전 프로그램) 작업과 블린-퐁(Blinn-Phong) 셰이딩 모델 연구를 맡았다.
2000년에 블린은 컴퓨터 그래픽의 교육적 활용 기술과 설명 기사에 대한 기여로 미국 공학 아카데미(National Academy of Engineering)의 회원으로 선출되었다.
그는 컴퓨터가 빨라지더라도 렌더링 시간은 일정하게 유지되는 경향이 있다고 주장하는 블린의 법칙(Blinn's Law)을 공식화한 것으로 알려져 있다. 애니메이터는 이전과 동일한 작업을 수행하는 데 더 적은 시간을 사용하는 것보다 더 정교한 알고리즘으로 더 복잡한 장면을 렌더링하여 품질을 향상시키는 것을 선호한다.

## 같이 보기
- 메타볼